# まるごと知りたい!AtoZ
『まるごと知りたい!A to Z』（まるごとしりたい!A to Z）は、2013年1月1日から2014年7月26日までNHK BSプレミアムで不定期に放送された情報番組。字幕放送を実施。

## 概要
毎回一つのテーマについてAからZまでの頭文字をもつ26項目のテーマに別けて構成。司会は関口宏。第1回ではAからZへ順にVTRを見るスタイルであったが、第2回からはカード方式で出演者が選択した順に見ていくスタイルへと変更となり、時間内に紹介できなかったカードは番組最後に再編集されたVTRで簡単に紹介される（第5回はEとSが残ったが、生放送だった為、放送されなかった）。
前身番組はNHK BShiで放送されていた『大百科シリーズ』で同じくA to Z方式がとられていた。

## 放送リスト

### まるごと知りたい!A to Z
| 回数 | サブタイトル                         | 初回放送日     | ゲスト                                                                                 | ナレーター                  |
| ---- | ------------------------------------ | -------------- | -------------------------------------------------------------------------------------- | --------------------------- |
| 1    | 癒やしのハワイA to Z                 | 2013年1月1日   | 鶴田真由、KONISHIKI、安田美沙子、杉浦太陽、サンディー、山内雄喜                        |                             |
| 2    | 素顔に会える冬の京都                 | 2013年2月23日  | 坂下千里子、大八木淳史、パトリック・ハーラン                                           |                             |
| 3    | 憧れのパリ・アパルトマンライフ       | 2013年4月27日  | 萬田久子、山本未來、宮澤ミシェル、出合正幸、ジリ・ヴァンソン                           | クリス智子                  |
| 4    | 世界の超高層建築                     | 2013年5月18日  | 川合俊一、菊川怜、パンツェッタ・ジローラモ、宮崎美子                                   |                             |
| 5    | ニッポンの宝! 富士山 A to Z          | 2013年6月22日  | 菊池桃子、武田修宏、道端カレン、金子貴俊、瀬田宙大アナウンサー（NHK静岡放送局）        | 奥貫薫                      |
| 6    | まっさかり!ニッポンお祭り列島        | 2013年7月20日  | 杉本彩、高田延彦、パックン、山川恵里佳、杉岡幸徳                                       | 坂口哲夫                    |
| 7    | これからが本番!オキナワ魅力全開      | 2013年8月16日  | いっこく堂、山田親太朗、杉山愛、上間綾乃、羽田美智子                                   |                             |
| 8    | ペット“カワイイ”が大集合             | 2013年9月21日  | 浅田美代子、蝶野正洋、ほっしゃん。、森泉、佐藤貴紀                                     | クリス智子                  |
| 9    | いますぐ乗りたい!世界鉄道 夢紀行     | 2013年10月26日 | 東貴博、石原良純、向谷実、国生さゆり、市川紗椰、櫻井寛                                 | 山口由里子                  |
| 10   | 世界が注目!日本の食を味わい尽くす    | 2013年11月30日 | 杉本彩、押切もえ、ニコラス・ペタス、永島敏行、柳原尚之                                 | 佐々木優子 ドミニク・アレン |
| 11   | うま年だから!今年は走るぞ            | 2014年1月25日  | とよた真帆、大八木淳史、押切もえ、宮川一朗太、青山剛、こばたてるみ                     |                             |
| 12   | さあ行こう!里山ワンダーランド        | 2014年4月26日  | 黒谷友香、寺門ジモン、照英、道端カレン、ケビン・ショート                               | 遊佐未森                    |
| 13   | おもしろ不思議!ニッポンの先端研究    | 2014年5月31日  | 伊集院光、菊川怜、コドプロス・ディミトリス、とよた真帆、内田麻理香、平松和彦、稲見昌彦 |                             |
| 14   | ここまでスゴイ! 驚きのロボット大集合 | 2014年6月28日  | 高田延彦、RIKACO、壇蜜、水道橋博士                                                     |                             |
| 15   | 冷夏?猛暑?どうなってるの異常気象     | 2014年7月26日  | 高木美保、石原良純、マルシア、松村邦洋、肱岡靖明                                       |                             |

### 大百科シリーズ
BSプレミアム「プレミアムカフェ」リクエストページのおすすめ番組リストでは「まるごとA to Z」のシリーズ名で紹介されている。
- いぬ大百科・決定版(2003年6月9日)
- 決定版・ねこ大百科(2003年7月7日)
- 決定版 金魚大百科(2005年1月14日)
- 決定版 カクテル大百科(2006年4月2日)
- 決定版 バラ大百科(2006年11月20日)
- ギター大百科 これぞギターのA to Z(2007年3月29日)
- 決定版!キク大百科〜世界を彩る日本人の技と心〜(2008年12月2日)
- ハイビジョン『さくら大百科 A to Z』（2005年4月2日）[5]
- ハイビジョン特集『築地市場大百科 A to Z』（2008年9月7日）[6]
- ハイビジョン特集『羽田空港大百科 A to Z』（2010年2月20日）[7]
- 見えない雷を追え〜驚異の自然現象 A to Z〜（2011年5月2日）
- 東京スカイツリー　A to Z（2012年3月24日）